# ブリリアンス・オブ・ザ・シーズ
ブリリアンス・オブ・ザ・シーズ（Brilliance of the Seas）は、ロイヤル・カリビアン・インターナショナルが運航しているクルーズ客船。

## 概要
ドイツのマイヤー・ヴェルフトで建造され、2002年に就航した。